# Teresa de Cofrentes (ort)
Teresa de Cofrentes är en ort i Spanien.   Den ligger i provinsen Província de València och regionen Valencia, i den östra delen av landet, 270 km sydost om huvudstaden Madrid. Teresa de Cofrentes ligger 530 meter över havet och antalet invånare är 661.
Terrängen runt Teresa de Cofrentes är huvudsakligen kuperad, men den allra närmaste omgivningen är platt. Teresa de Cofrentes ligger nere i en dal som går i nord-sydlig riktning. Runt Teresa de Cofrentes är det glesbefolkat, med 10 invånare per kvadratkilometer. Närmaste större samhälle är Ayora, 5,2 km söder om Teresa de Cofrentes. Omgivningarna runt Teresa de Cofrentes är i huvudsak ett öppet busklandskap.